# Ménétreux-le-Pitois
Ménétreux-le-Pitois är en kommun i departementet Côte-d'Or i regionen Bourgogne-Franche-Comté i östra Frankrike. Kommunen ligger i kantonen Venarey-les-Laumes som tillhör arrondissementet Montbard. År 2022 hade Ménétreux-le-Pitois 393 invånare.

## Befolkningsutveckling
Antalet invånare i kommunen Ménétreux-le-Pitois
Referens:INSEE